# Степаненко Василиса Іллівна
Василиса Іллівна Степаненко (19 листопада 1999, Харків) — українська журналістка, продюсерка. Лавреатка Національної премії України імені Тараса Шевченка (2024), Пулітцерівської премії за служіння суспільству (2023).

## Біографія
Василиса Степаненко народилася в Харкові.
Навчалася в Харківській державній академії культури (2021, бакалавр журналістики). Рік працювала в газеті «Kharkiv Post» як репортерка, а пізніше три роки працювала репортеркою на телеканалі «Simon». Від січня 2022 року розпочала працювати з Associated Press.
Після повномасштабного російського вторгнення в Україну разом із фотожурналістом Євгеном Малолєткою та відеожурналістом Мстиславом Черновим поїхала в Маріуполь, де вони стали єдиними представниками медіа, які перебували в окупованому місті. 8 травня 2023 року команда отримала Пулітцерівську премію за служіння суспільству.
10 березня 2024 року у Лос-Анджелесі Василиса Степаненко, як продюсерка документального фільму «20 днів у Маріуполі», була на сцені 96-й церемонії вручення премії Американської академії кінематографічних мистецтв і наук за заслуги в галузі кінематографа разом з командою, яка отримала кінопремію «Оскар» у категорії «Найкращий документальний повнометражний фільм». Над створенням документальної стрічки «20 днів у Маріуполі» також працювали Мстислав Чернов, Євген Малолєтка, Рейні Аронсон-Рат та Мішель Мізнер.
2023 року ввійшла до списку лідерів України УП-100. Також у 2023 році ввійшла до рейтингу «30 до 30: творці майбутнього» від «Forbes Україна». 2024 року її включив до списку «30 до 30: Європа» від «Форбс» у категорії «Медіа та маркетинг».

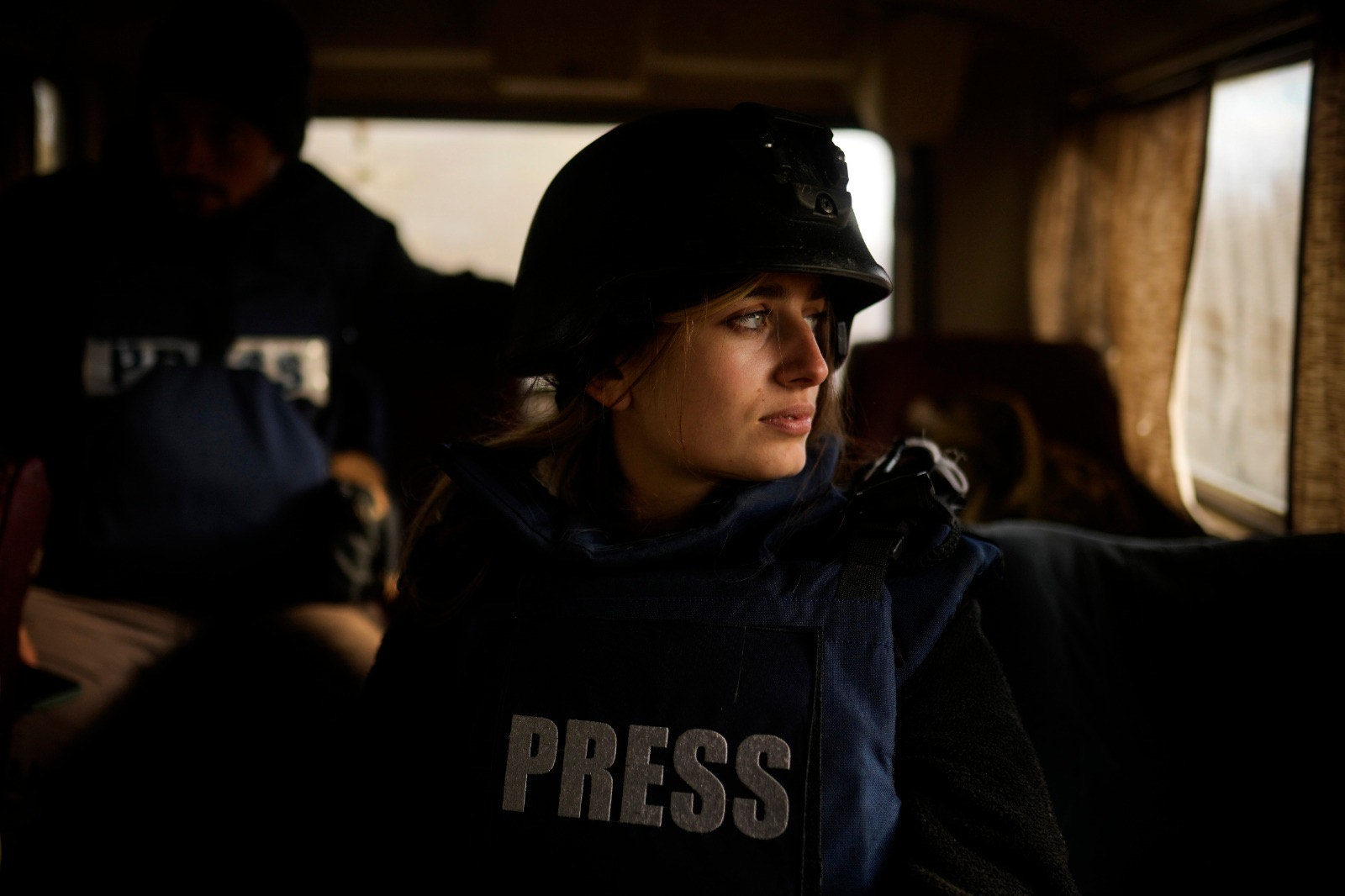
Василиса Степаненко (жовтень 2022 року)

## Нагороди та відзнаки
- Національна премія України імені Тараса Шевченка (2024) — «за серію журналістських матеріалів про облогу Маріуполя (репортажі, фото та відеорепортажі, розслідування та фільм „20 днів у Маріуполі“)»[17];
- Пулітцерівська премія за служіння суспільству (2023)[6];
- британська премія Королівського телевізійного товариства[en] (2023) в номінації «Молодий талант року»[18];
- Міжнародна премія свободи преси (англ. International Press Freedom Award) CJFE[en] (2023)[19];
- Премія Ентоні Шадіда за журналістську етику[en] (2023)[20];
- Премія Гела Бойла[en] від Overseas Press Club[en] (2023)[21];
- Премія «Лівінґстон»[en] «за досконалість у міжнародному репортажі» (2023)[22];
- Премія Майкла Келлі[en] (2023, фіналістка)[23];
- премія Міжнародного центру для журналістів[en] (2022)[24];
- премія Джорджа Полка (2022)[25];
- премія Олівера С. Ґремлінга від AP (2022)[26];
- премія Б'яджо Аньєса[it] (2022)[27];
- премія Філіпа Меєра за журналізм[en] (2022)[28];
- премія Тома Реннера від організації Investigative Reporters and Editors[en] (2022)[29];
- премія Роберта Ф. Кеннеді за права людини[en] (2023)[30];
- медаль Джеймса Фолі● за сміливість у журналізмі від Школи журналізму Джозефа Меділла[en] (2022)[31].